# Niceto Alcalá-Zamora
Niceto Alcalá-Zamora y Torres (Priego de Córdoba, Španjolska, 6. srpnja 1877. – Buenos Aires, Argentina, 18. veljače 1949.), prvi predsjednik Vlade Druge Španjolske Republike, a zatim i predsjednik Druge Španjolske Republike od 1931. do 1936. Na dužnosti predsjednika Republike nasljedio ga je Manuel Azaña.